# نادي بالبالا إف سي
نادي مجموعة إف سي إس دي سي هو نادي كرة قدم جيبوتي يقع مقره في بالبالا ، مدينة جيبوتي.
يلعب حاليًا في دوري الدرجة الأولى المحلي في جيبوتي الممتاز ويملكه موسى عبد الرحمن قبود.
لعب النادي حتى الأن في الدوري مبارتين فقط في موسم 2022/2023 وفاز في مباراة وتعادل المباراة الأخرى.